# Li Yuting
Li Yuting (chinesisch 李玉婷 Lǐ Yùtíng; * 3. Mai 2002 in Jieshou) ist eine chinesische Leichtathletin, die sich auf den Sprint spezialisiert hat. Mit der chinesischen 4-mal-100-Meter-Staffel wurde sie 2025 in Gumi Asienmeisterin.

## Sportliche Laufbahn
Erste internationale Erfahrungen sammelte Li Yuting im Jahr 2019, als sie bei den Jugendasienmeisterschaften in Hongkong in 23,83 s die Goldmedaille im 200-Meter-Lauf gewann und damit einen neuen Meisterschaftsrekord aufstellte. Zudem siegte sie auch mit der chinesischen Sprintstaffel (1000 Meter) in 2:10,71 min. 2023 startete sie über 200 Meter bei den Asienmeisterschaften in Bangkok und gewann dort in 23,25 s die Bronzemedaille hinter der Singapurerin Shanti Pereira und Jyothi Yarraji aus Indien. Im August belegte sie bei den World University Games in Chengdu in 27,63 s den achten Platz über 200 Meter und siegte mit der 4-mal-100-Meter-Staffel in 43,70 s. Im Oktober gewann sie bei den Asienspielen in Hangzhou in 23,28 s die Silbermedaille hinter der Singapurerin Shanti Pereira. Bei den World Athletics Relays 2024 auf den Bahamas verpasste sie mit der 4-mal-100-Meter-Staffel eine Direktqualifikation für die Olympischen Sommerspielen in Paris. Dort schied sie jedoch über 200 Meter mit 23,24 s in der Hoffnungsrunde aus. Bei den World Athletics Relays 2025 in Guangzhou sicherte sie der 4-mal-100-Meter-Staffel einen Startplatz bei den Weltmeisterschaften in Tokio. Anschließend gewann sie bei den Asienmeisterschaften in Gumi 23,23 s die Bronzemedaille über 200 Meter hinter ihrer Landsfrau Chen Yujie und Shanti Pereira aus Singapur und siegte im Staffelbewerb in 43,28 s gemeinsam mit Chen Yujie, Zhu Junying und Liang Xiaojing.
2024 wurde Li chinesische Meisterin im 200-Meter-Lauf.

## Persönliche Bestzeiten
- 100 Meter: 11,42 s (+1,2 m/s), 13. April 2024 in Gainesville
  - 60 Meter (Halle): 7,36 s, 23. Februar 2019 in Nanjing
- 200 Meter: 23,06 s (+1,0 m/s), 26. April 2024 in Jacksonville
  - 200 Meter (Halle): 24,40 s, 12. Februar 2022 in Louisville